# خورشیدگرفتگی ۳ نوامبر ۲۰۱۳

خورشیدگرفتگی (۱۲ آبان ۱۳۹۲ خورشیدی)

خورشیدگرفتگی ۳ نوامبر ۲۰۱۳ (به انگلیسی: Solar eclipse of November 3, 2013) یک خورشیدگرفتگی از نوع خورشیدگرفتگی مرکب (حلقوی-کلی) است. این خورشیدگرفتگی در تاریخ ۳ نوامبر ۲۰۱۳ میلادی (‎۱۲ آبان ۱۳۹۲ خورشیدی) روی داد که زمان اوج آن، ساعت ۱۲:۴۷:۳۶ به‌وقت ساعت هماهنگ جهانی بود. مدت زمان و طول این خورشیدگرفتگی ۱ دقیقه و ۴۰ ثانیه بود. این خورشیدگرفتگی در نواحی مرکزی و غرب ایران قبل از غروب آفتاب قابل مشاهده بود.